# Festival dalmatinskih klapa – Omiš 1968.
Festival dalmatinskih klapa Omiš 1968. bila je glazbena manifestacija klapskog pjevanja u Omišu u Hrvatskoj. Festival se održao 20., 21. i 27. srpnja 1968. godine.
Natjecale su se sljedeće muške klape:
- Ansambl Ljube Stipišića,[n 1] Split, voditelj: Ljubo Stipišić
- Klapa Bonaca, Kaštel Lukšić
- Klapa Dalmacijacement,[n 1] Vranjic, voditelj: Ljubo Stipišić
- Klapa Filip Dević, Split, voditelj: Danijel Šeparović
- Klapa Gusari s Neretve,[n 1] Opuzen
- Klapa Jedinstvo, Split, voditelj: Ljubo Stipišić
- Klapa Kanela,[n 2] Skradin
- Klapa Lučica, Split, voditelj: Duško Tambača
- Klapa Mostar, Mostar, voditelj: Ilija Vasilj
- Klapa Omiš, Omiš, voditelj: Ljubo Stipišić
- Klapa Poletarci,[n 2] Skradin
- Klapa Prijatelji Mora, Sarajevo
- Klapa Split,[n 1] Split
- Klapa Trogir, Trogir, voditelj: Josip Veršić
- Klapa Varošani, Split, voditelj: Petar Cvitanović

Napomene:
1. 1 2 3 4  Nastupili samo na večeri novih skladbi
2. 1 2  Nastupili izvan konkurencije ili kao gosti

## Nagrade

### Večer novih skladbi
1. Nagrada stručnog žirija:
- skladba "Serenada", glazba i tekst: Tonči Papić; Klapa Gusari s Neretve, Opuzen

2. Nagrada stručnog žirija:
- skladba "Ive crvić", glazba i tekst: Toma Bebić; Klapa Split

Nagrada publike:
- skladba "Lipo li je ime Omiša grada", glazba i tekst: Vitomir Mikelić; Klapa Dalmacijacement

Nagrada za najbolji tekst:
- skladba "Kaleto moja draga", glazba i tekst: Toma Bebić; Klapa Gusari s Neretve

### Završna večer klapa
1. Nagrada stručnog žirija - zlatni štit s grbom Grada Omiša:
- Klapa Lučica, Split

2. Nagrada stručnog žirija - srebrni štit s grbom Grada Omiša:
- Klapa Jedinstvo, Split

3. Nagrada stručnog žirija - brončani štit s grbom Grada Omiša:
- Klapa Trogir, Trogir

Nagrada publike - zlatni omiški leut
- Klapa Trogir, Trogir

## Uspješnice poslije festivala
Skladba "Kaleto moja draga" ostala je popularna i nakon festivala.

## Vanjske poveznice
- Službene stranice